# La Villa Emily
Emily est un restaurant gastronomique italien, appartenant à la famille Degand, situé à Bruxelles. Le chef est Luca Gaviglio qui a fait ses armes chez Da Mimmo, et qui a son propre restaurant à Wavre; Un Altro Mondo.